# クレブシエラ・アエロゲネス
クレブシエラ・アエロゲネス（Klebsiella aerogenes）はグラム陰性桿菌の一種である。溶血性陰性、オキシダーゼ陰性、カタラーゼ陽性、クエン酸利用能陽性、インドール陰性である。以前はエンテロバクター・アエロゲネス（Enterobacter aerogenes）と呼ばれていた。
クレブシエラ・アエロゲネスは日和見感染や院内感染の原因菌である。殆どの場合、主要な抗生物質に対して感受性を持つ。しかし、誘導性耐性、特にβ-ラクタマーゼの遺伝子を有するため治療は単純で容易とは限らない。この遺伝子は、標準的な抗生物質に対する耐性を細菌に与える。この細菌の敗血症の治療中に遺伝子の発現と耐性獲得が生じる虞があるため、治療中は抗生物質を変更する必要がある。
感染症は、特定の抗生物質のみに頼った治療で生じる虞がある。静脈カテーテルや外科的治療を原因とすることもある。クレブシエラ・アエロゲネスは一般にヒトの消化管に存在し、健康なヒトには一般的に病原性を示さない。これまで廃棄物、衛生用品、土壌から発見されている。
発酵により水素ガスを発生させるため、産業利用ができる可能性がある。偏性嫌気性の水素生産菌と異なり、エンテロバクター・アエロゲネスは通性嫌気性であり、発酵の際は培養槽からの酸素の完全除去工程は必要でない。また、中温性であること、異なる糖類を発酵に利用できること、短い増殖時間、高い水素の生産効率、高い進化速度も特徴である。さらに、この細菌の水素生産はフィードバック制御を受けず、系内の水素分圧が高くなっても生産効率は落ちない。
ただし、クロストリジウム属といった偏性嫌気性菌と比べると生産効率は低い。クレブシエラ・アエロゲネスのような通性嫌気性菌において理論上の最大収量は2 mol-H2/mol-グルコースであるのに対して、偏性嫌気性菌では理論上4 mol-H2/mol-グルコースである。廃糖蜜を基質として現在、研究が進められている。
メープル液とシロップを汚染することでも知られている。

## 特徴
微生物鑑別試験における判定基準は以下の表の通りである。
| 試験項目                     | 結果        |
| ---------------------------- | ----------- |
| 運動性                       | 陽性        |
| インドール試験               | 陰性        |
| メチルレッド試験             | 陰性        |
| フォーゲスプロスカウエル試験 | 陽性        |
| クエン酸利用能（シモンズ）   | 陽性        |
| 硝酸還元                     | 陽性        |
| 硫化水素産生能 (TSI培地)     | 陰性        |
| 尿素の加水分解               | 陰性        |
| オキシダーゼ                 | 陰性        |
| フェニルアラニン脱アミン酵素 | 陰性        |
| EMB寒天培地                  | 陽性        |
| グルコース発酵               | 酸/ガス発生 |
| ラクトース発酵               | 酸/ガス発生 |
| スクロース発酵               | 酸/ガス発生 |
| マンニトール発酵             | 酸/ガス発生 |
| 青酸カリ培地での発育         | 陽性        |
| オルニチン脱炭酸酵素         | 陽性        |
| ゼラチンの加水分解(22℃)      | 陰性        |